# 清淮街道
清淮街道，是中华人民共和国河南省南阳市桐柏县下辖的一个乡镇级行政单位。原为城关镇，2023年，将城郊乡黄棚、邵庄、周庄、申铺、石家楼、向庄6个行政村划入城关镇，并撤镇设街道。行政区划代码改为411303012。 

## 行政区划
清淮街道下辖以下地区：
东风桥社区、淮安街社区、大同街社区、西关社区、淮庙社区、西杨社区、东环社区、银兴社区和桐柏山淮源风景名胜区。
2023年调整后，清淮街道辖东风桥、淮安街、大同街、西关、东环、西杨、淮庙、银兴花园8个社区，黄棚、邵庄、周庄、申铺、石家楼、向庄6个行政村。